# Зона сумрака (ТВ серија из 2002)
Зона сумрака америчка је телевизијска серија која се емитовала од 18. септембра 2002. до 21. маја 2003. године на каналу Ју-Пи-Ен. Представља други од три наставка Род Серлингове истоимене оригиналне серије.
У Србији се серија емитовала од 29. децембра 2018. до 26. маја 2019. године на каналу Топ, а касније Нова, титлована на српски језик. Титлове је радио студио Блу хаус.